# 滋賀県立安土城考古博物館
滋賀県立安土城考古博物館（しがけんりつあづちじょうこうこはくぶつかん）は滋賀県近江八幡市安土町下豊浦にある城郭と考古を主たるテーマとする登録博物館。1992年に開館した。
歴史公園「近江風土記の丘」の中心地である文芸の郷に、その構成要素である特別史跡安土城跡をはじめ、観音寺城跡、瓢箪山古墳、大中の湖南遺跡（だいなかのこみなみいせき）の4件の国の史跡と文化財建造物群の調査研究と保存、普及活動を担う拠点施設として設立された。1970年に開設された滋賀県立近江風土記の丘資料館の後身にあたる。特別展、企画展、博物館講座などの催しもさかんである。
2026年の築城450年に向けて展示内容が更新され、2025年3月18日にリニューアルオープンした。

## 展示テーマと内容
- 第1常設展示室
  - 弥生時代：大中の湖南遺跡、竪穴建物の実物大復元
  - 古墳時代前期：瓢箪山古墳、雪野山古墳　横穴式石室の実物大復元
  - 古墳時代中期：新開古墳（安養寺古墳群）
  - 古墳時代後期：鴨稲荷山古墳、山津照神社古墳

- 第2常設展示室
  - 戦国時代の城郭：観音寺城、小谷城、六角氏、浅井氏
  - 安土桃山時代の城郭：安土城跡、織田信長「信長研究室」
  - 江戸時代の城郭：彦根城

- 屋外展示
  - 旧宮地家住宅 - 長浜市の国友から移築した江戸時代中期（1754年）築の民家[2]。湖北地域の農家にみられた典型の様式で「余呉型」と呼ばれている[2]。重要文化財（1968年指定）[2]。
  - 旧柳原学校校舎 - 1876年（明治9年）に新旭町太田（現高島市）の小学校校舎として建てられた擬洋風建築の校舎[2]。滋賀県最古の学校建築として移築された[2]。滋賀県文化財（1959年指定）[2]。
  - 旧安土巡査駐在所 - 1885年（明治18年）に近江八幡市安土町常楽寺に建てられた交番（移築）[2]。滋賀県文化財（2008年指定）[2]。

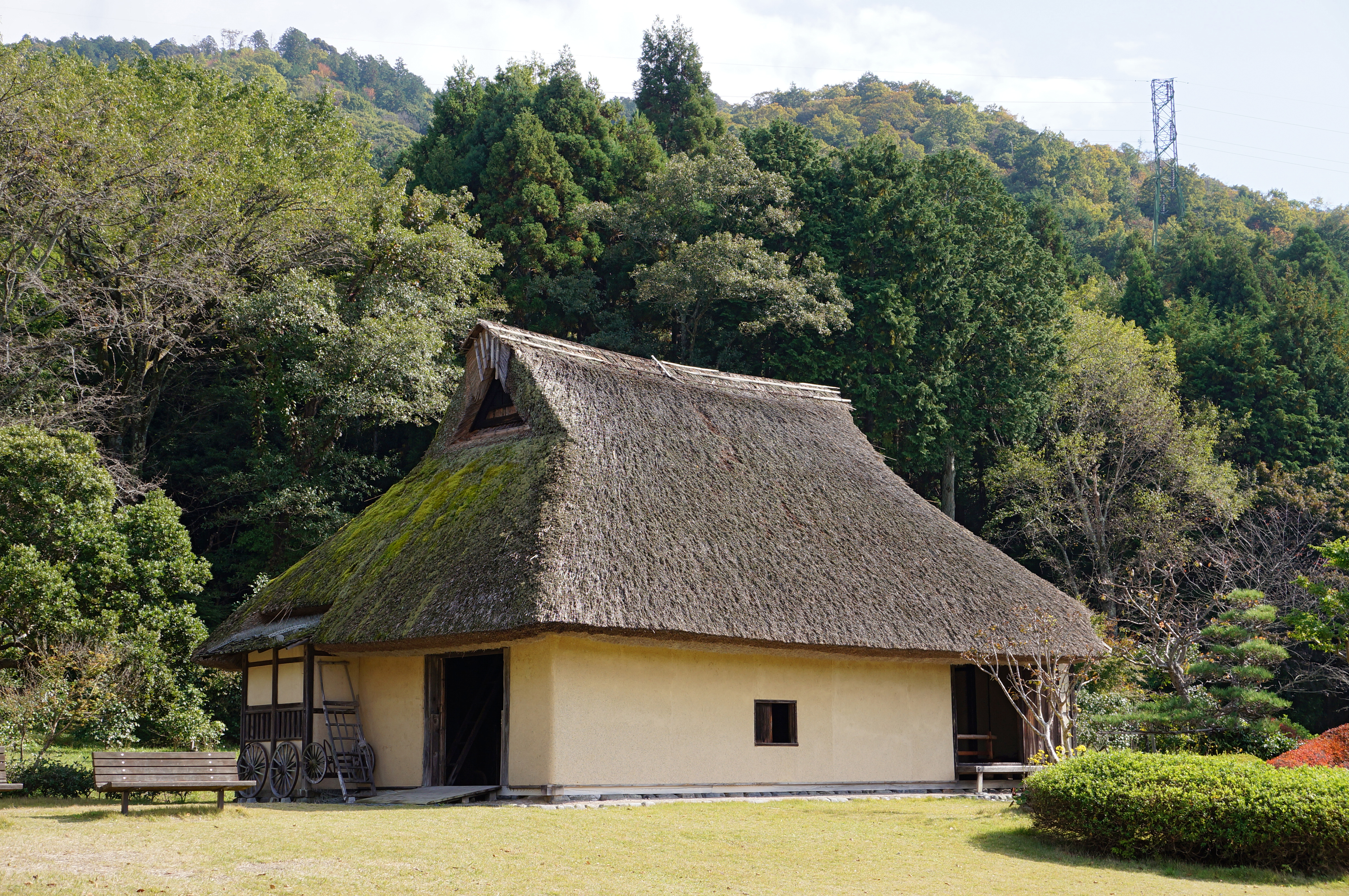
旧宮地家住宅
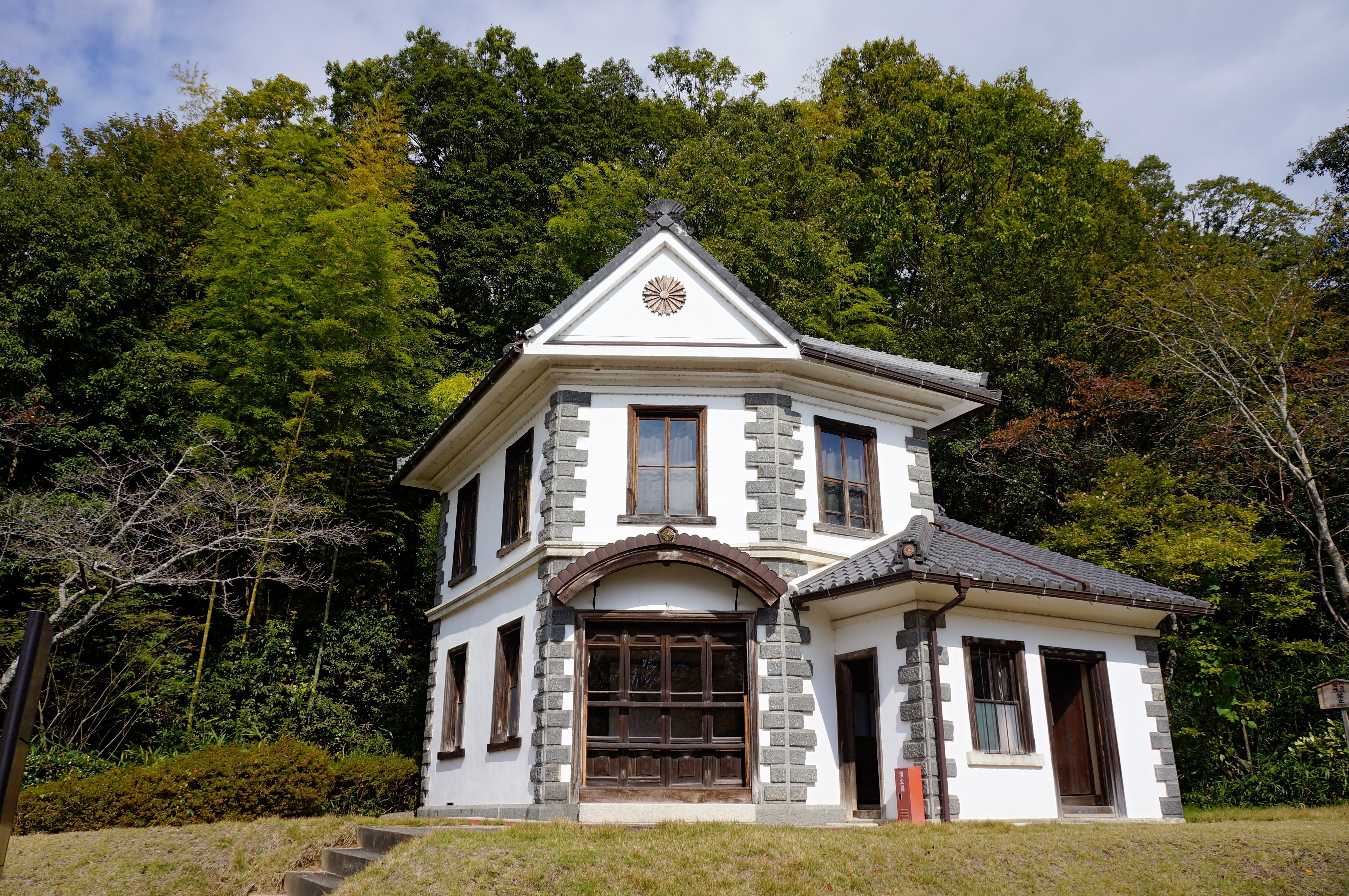
旧安土巡査駐在所

## 文化財

### 重要文化財（国指定）
- 旧宮地家住宅（旧所在 滋賀県長浜市国友町）（建造物） - 1968年（昭和43年）4月25日指定[3]。
- 滋賀県西河原遺跡群出土木簡 64点（古文書） - 2011年（平成23年）6月27日指定[4]。
- 近江新開古墳出土品 一括（考古資料） - 明細は後出。1987年（昭和62年）6月6日指定[5]。
- 袈裟襷文銅鐸2口・突線袈裟襷文銅鐸7口・流水文銅鐸1口 滋賀県野洲郡野洲町小篠原大岩山出土（考古資料） - 1987年（昭和62年）6月6日指定[6]。出土地の地名は2004年以降は「滋賀県野洲市小篠原」。
- 鉄鐔 永楽銭据紋銀象眼 織田能登守信門寄附（伝織田信長所用）（工芸品） - 所有者は摠見寺。1920年（大正9年）4月15日指定[7]。

※ 上記の重要文化財のうち「鉄鐔」以外の所有者は滋賀県。
近江新開古墳出土品
- 北棺内出土品
  - 銅鏡
    - 五獣鏡 1面
    - 盤龍鏡 1面

  - 玉類
    - 碧玉勾玉 2箇
    - 瑪瑙勾玉 1箇
    - 碧玉管玉 残欠共 22箇
    - ガラス小玉 一括
    - 滑石小玉 一括

  - 櫛残欠 1箇
  - 刀剣類
    - 刀身 3口
    - 剣身 2口

  - 刀子 2口
  - 滑石小玉 一括
  - 滑石有孔円板 1箇
  - 刀身 1口
- 南棺内出土品
  - 画像鏡 1面
  - 玉類
    - 碧玉管玉 5箇
    - 滑石小玉 一括

  - 刀剣類
    - 刀身 5口
    - 剣身 7口

  - 矛身 1口
  - 鉄鏃 残欠共 一括
  - 武具類
    - 鉄衝角付冑 1頭
    - 鉄眉庇付冑 4頭
    - 鉄短甲（頸甲・肩甲残欠2領共） 4領
    - 鉄胸当 1箇
    - 鉄臑当 2双分

  - 工具類
    - 刀子 1口
    - 鑿 1本
    - 鉇残欠 1本
- 南棺外出土品
  - 金銅帯金具 残欠共 1条分
  - 剣身 2口
  - 矛身（石突1口共） 3口
  - 鉄鏃 6本
  - 盾残欠 3枚分
  - 馬具類
    - 金銅透彫鏡板付轡 1具
    - 鉄鞍金具残欠 1具分
    - 蛇行状鉄器残欠 1箇
    - 鉄板飾輪鐙 残欠共 2双分
    - 金銅鉸具 2箇
    - 鉄鉸具 7箇
    - 鉄辻金具残欠 一括
    - 銅馬鐸 3箇
    - 銅環鈴 2箇

### 滋賀県指定文化財
- 有形文化財
  - 旧柳原学校校舎（附 棟札1枚）（建造物） - 1959年（昭和34年）2月10日指定[8]。
  - 旧安土巡査駐在所（建造物） - 2008年（平成20年）7月23日指定。
  - 弥天永釈墨蹟 3幅（書跡・典籍・古文書） - 内訳は以下。所有者は永安寺。1999年（平成11年）3月31日指定[9]。
    - 永安禅寺置文 1幅
    - 龍井庵常住注文 1幅
    - 永源寺文書目録 1幅

  - 見性悟心禅師号足利義持筆（書跡・典籍・古文書） - 所有者は永安寺。1999年（平成11年）3月31日指定[9]。
  - 見性悟心禅師諡号勅書（書跡・典籍・古文書） - 所有者は永安寺。1999年（平成11年）3月31日指定[9]。
  - 鴨田遺跡出土巡礼札 54点（書跡・典籍・古文書） - 所有者は滋賀県。2005年（平成17年）4月20日指定[10]。
  - 東光寺遺跡出土呪符木簡 2点（書跡・典籍・古文書） - 所有者は滋賀県。2005年（平成17年）4月20日指定[10]。
  - 長命寺文書 6320点（書跡・典籍・古文書） - 所有者は長命寺。2008年（平成20年）7月23日に5475点を指定[11]、2011年（平成23年）3月24日に845点を追加指定[12]。
  - 山津照神社古墳出土品 一括（考古資料） - 明細は後出。所有者は山津照神社。1957年（昭和32年）8月26日指定、1961年（昭和36年）4月1日から滋賀県立琵琶湖博物館保管、2001年（平成13年）12月25日から滋賀県立安土城考古博物館保管、2006年（平成18年）3月17日追加指定[13][14]。
  - 史跡大中の湖南遺跡出土木製品 366点（考古資料） - 明細は後出。所有者は滋賀県。2003年（平成15年）4月16日指定[15][16]。
  - 烏丸崎遺跡出土木偶 1点（考古資料） - 所有者は滋賀県。2003年（平成15年）4月16日指定[15][16]。
  - 湯ノ部遺跡出土木偶 4点（考古資料） - 所有者は滋賀県。2003年（平成15年）4月16日指定[15][16]。
  - 供養塚古墳出土形象埴輪 142点（考古資料） - 明細は後出[17]。所有者は滋賀県。2004年（平成16年）4月16日指定[18]。
  - 桜生七号墳出土品 35点（考古資料） - 所有者は滋賀県。2021年（令和3年）2月16日指定[19]。

山津照神社古墳出土品
- 昭和32年8月26日指定物件[20]
  - 獣紋鏡 1面
  - 内行花紋鏡 1面
  - 五鈴鏡 1面
  - 三輪玉 5箇
  - 直刀 3口
  - 刀子 3口 - 内2口に鹿角装がある。
  - 雲珠破片 1箇分
  - 辻金具破片 2箇
  - 杏葉 2箇
  - 轡 1組
  - 鐙 半足
  - 鞍橋覆輪破片 若干
  - 壺 1口
  - 提瓶 1口
  - 埴輪破片 若干
- 平成18年3月17日追加指定物件[21]
  - 金銅製冠 破片 一括
  - 鉄刀・鉄剣 残欠 一括
  - 壺鐙 一括
    - 吊金具（鉸具・兵庫鎖・柄先金具） 2組
    - 鳩胸金具 残欠 1点

  - 須恵器蓋杯 3組
  - 須恵器台付広口壺 1点
  - 須恵器広口壺 2点
  - 須恵器大型器台 2点
  - 赤色顔料 一括

史跡大中の湖南遺跡出土木製品
- 農具 170点
- 容器 33点
- 紡織具 5点
- 工具 16点
- 漁労具 7点
- 祭祀具 5点
- 狩猟具 3点
- その他 128点

供養塚古墳出土形象埴輪
- 蓋形埴輪 31点
- 家形埴輪 40点
- 靫形埴輪 2点
- 甲冑形埴輪 5点
- 馬形埴輪 24点
- 鳥形埴輪 2点
- 人物形埴輪 26点
- 不明 12点

### その他
- 安土城跡出土資料（滋賀県教育委員会蔵）
- 観音寺城跡出土資料
- 織田信長関連古文書類
- 織田信長関連絵画資料
- 日本画家 岩波昭彦筆「お市の方と信長公像」[22]
- 城郭関連資料
- 明智光秀書状
- 近江膳所城絵図
- 絹本着色織田信忠像
- 浅井長政夫人像

## 建築概要
- 設計 - 日本設計
- 竣工 - 1992年
- 敷地面積 - 67,836m2
- 建築面積 - 4,424m2
- 延床面積 - 5,846m2（1階4,144m2+2階1,484m2+望楼221m2）

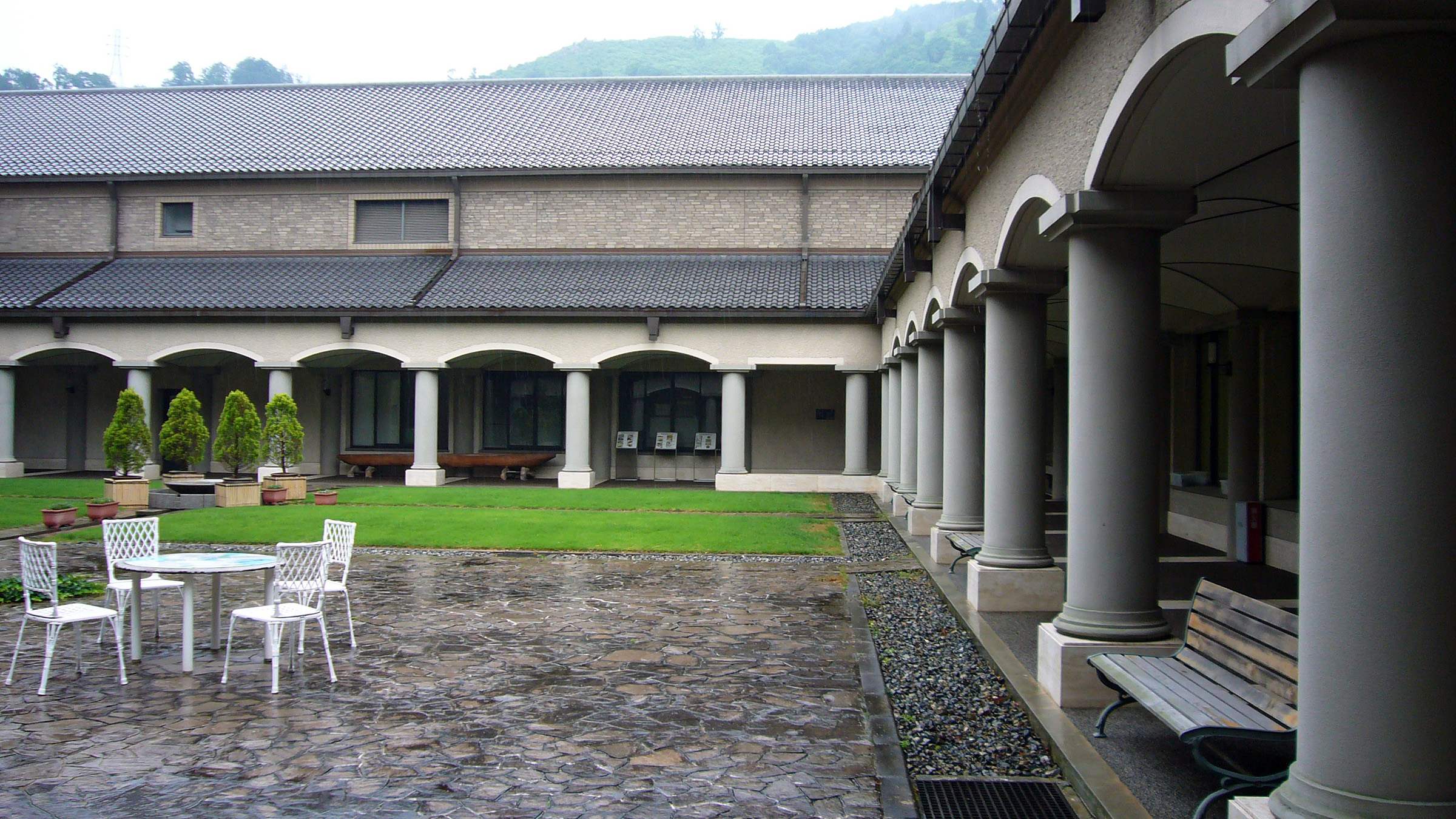
中庭
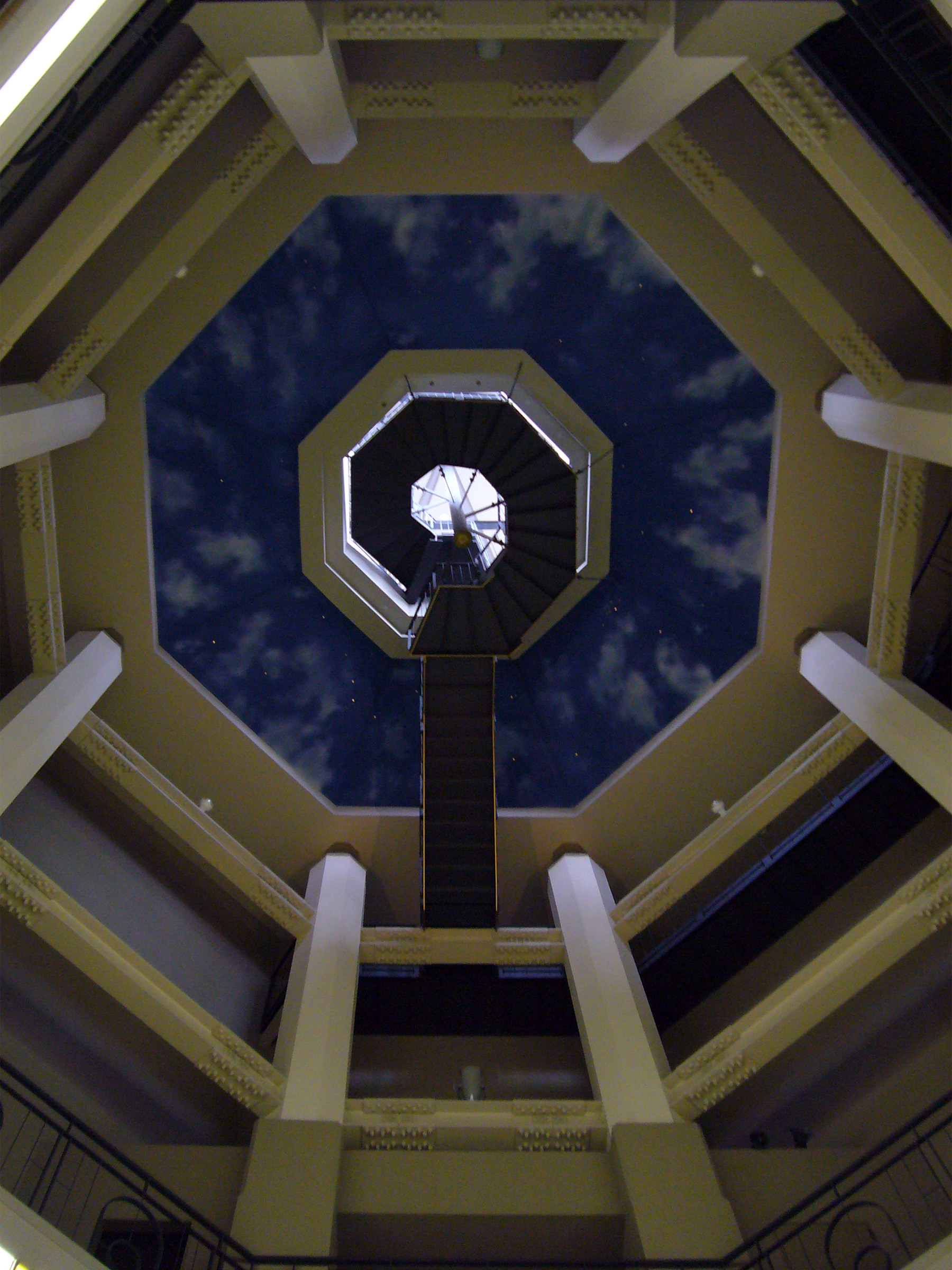
安土城天主最上層を模したドーム内部
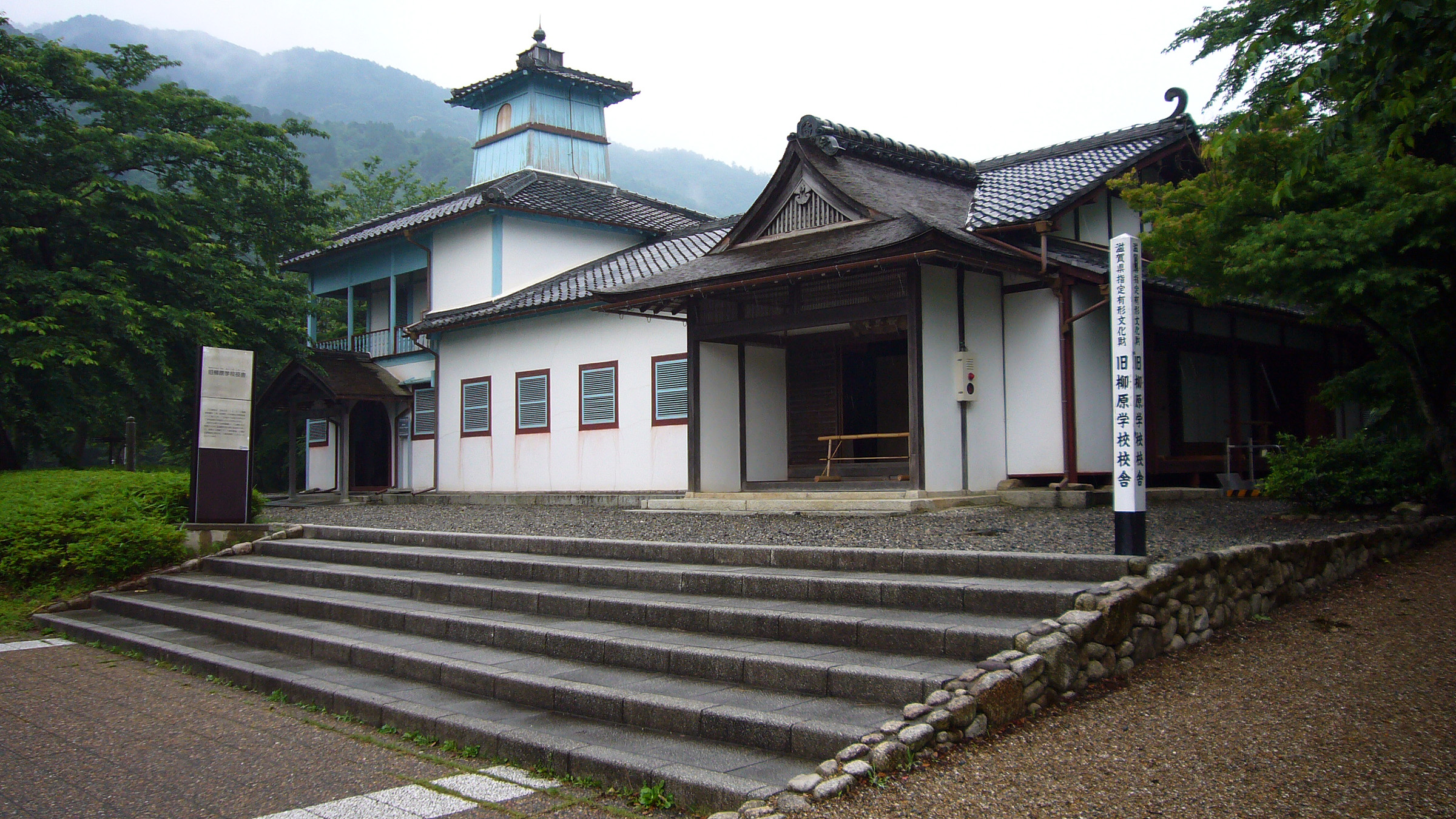
旧柳原学校

## 利用情報
- 開館時間： 9:00 - 17:00（入館は16:30まで）
- 休館日 - 月曜日（月曜日が祝日・休日の場合は翌日）、12月28日～1月4日
- 入館料： 大人500円　高校・大学生320円　小中学生無料（2021年4月現在）
- 交通アクセス - JR東海道本線（琵琶湖線）安土駅より徒歩25分。同駅前からレンタサイクルで約15分。同駅または近江八幡駅（JR東海道本線(琵琶湖線)・近江鉄道八日市線(万葉あかね線)）からあかこんバスで文芸の郷停留所下車。
- 所在地 - 〒521-1311 滋賀県近江八幡市安土町下豊浦6678

## 近隣の施設
- 安土城郭調査研究所
- 安土城天主信長の館
- 観音正寺
- 観音寺城跡
- 桑実寺
- 教林坊